# Conlang X-SAMPA
CXS (um acrônimo para CONLANG X-SAMPA, onde CONLANG refere-se a Conlang Mailing List) é uma extensão não oficial do Alfabeto Fonético de Métodos de Avaliação de Fala Estendido (X-SAMPA) que é usado por membros do Conlang Mailing List com a intenção de melhorar o sistema para uso em construção de línguas.
As principais diferenças entre os sistemas de transcrição são:
| Fone, diacrítico ou suprasegmental        | IPA | X-SAMPA | CXS    | Notas                                         |
| ----------------------------------------- | --- | ------- | ------ | --------------------------------------------- |
| Vogal fechada central não arredondada     | ɨ   | 1       | i\     | Símbolo X-Sampa Original é também em uso      |
| Vogal fechada central arredondada         | ʉ   | }       | u\     |                                               |
| Vogal aberta anterior arredondada         | ɶ   | &       | &\     |                                               |
| Vogal semiaberta anterior não arredondada | æ   | {       | &      | Mesma transcrição como no sistema Kirshenbaum |
| Palatalização                             | ʲ   | '       | ;      | Mesma transcrição como no sistema Kirshenbaum |
| Acento primário                           | ˈ   | "       | ' ou " | Mesma transcrição como no sistema Kirshenbaum |
| Acento secundário                         | ˌ   | %       | , ou % | Mesma transcrição como no sistema Kirshenbaum |
| Tie bar (exemplo)                         | ɡ͡b  | g_b     | gb)    |                                               |